# Eutelesia variegata
Eutelesia variegata là một loài bướm đêm thuộc phân họ Arctiinae, họ Erebidae.